# Ernst-Reuter-Schule (Frankfurt am Main)

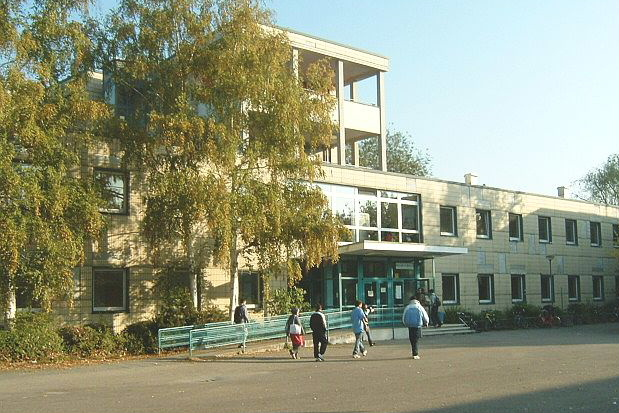
Eingang zur Oberstufe

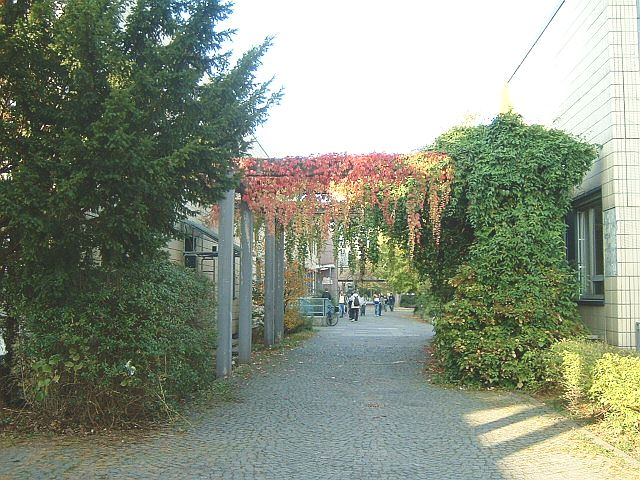
Durchgang vom Osttor zum Hauptschulhof

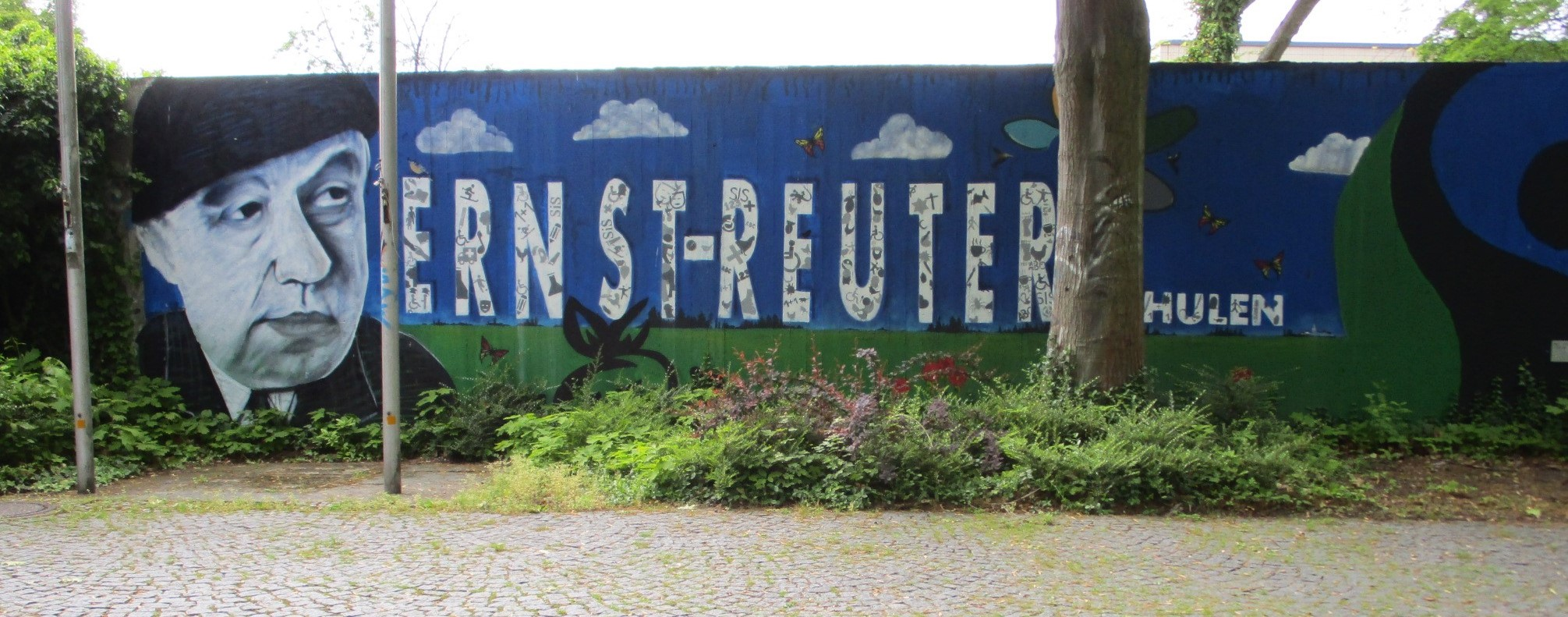
Mauer im Eingangsbereich

Die Ernst-Reuter-Schulen I und II (oftmals Abgekürzt als ERS I und ERS II) entstanden zu Beginn der 1960er-Jahre in der Nordweststadt im Frankfurter Stadtteil Niederursel als eine der ersten integrierten Gesamtschulen in Hessen. Als Modellschule spielten sie insbesondere in den 1970er- und 1980er-Jahren eine wichtige Rolle als Vorreiter für diese Schulform und standen deshalb meist im Kreuzfeuer der hessischen Bildungspolitik.

## Geschichte

### Von den Anfängen als Nordweststadtschule
Kurz nach dem Bau des Nordwestzentrums wurde im Hammarskjöldring mit dem Bau eines Schulkomplexes in unmittelbarer Nachbarschaft begonnen, der das Bildungsangebot für die Kinder der neu entstehenden Nordweststadt sichern sollte. Zunächst entstand das Projekt unter dem Namen Nordweststadtschule und sollte alle Jahrgangsstufen von Klasse 1 bis 13 umfassen. 1963 entstand im Praunheimer Weg die zugehörige Grundschule, die nach ihrer Ablösung von der Nordweststadtschule 1969 den Namen Grundschule II, später Erich-Kästner-Schule trug. Bis zur Fertigstellung der Schulgebäude im Jahre 1965 (inklusive vier Sporthallen, einem Schwimmbad und einem Sportplatz) wurden die Schüler in Holzpavillons unterrichtet. Die Zahl der Schüler wuchs in dieser Zeit rapide von 98 Schülern (1963) über 800 Schüler (1965) auf mehr als 2000 Schüler (1968) an.
Ab 1969 werden in der Nordweststadt aufgrund der hohen Schülerzahlen zwei weitere Grundschulen eröffnet: Die Grundschule I (heute Heinrich-Kromer-Schule) in der Niederurseler Landstraße, die Grundschule III (später Albert-Griesinger-Schule, heute Mosaikschule) im Gerhart-Hauptmann-Ring und die Römerstadtschule in der Straße In der Römerstadt 120E.
Die Nordweststadtschule wird bald ein Sammelbecken für progressive Lehrer, die neue pädagogische Wege beschreiten wollen und dabei insbesondere die Integration von verschiedenen Schulformen anstreben. Bereits ab 1966 findet schulformübergreifender Unterricht in den Fächern Sport, Zeichnen, Werken und Musik für Haupt-, Real- und Gymnasialschüler statt.
Ab 1967 werden auch die Hauptfächer Deutsch, Englisch und Mathematik nicht mehr nach Schulformen getrennt unterrichtet, sondern es wird je Fach nach Schülerleistungen differenziert. Zusätzlich werden die klassischen Fächer Erdkunde, Geschichte und Sozialkunde zum neuen Fach Gesellschaftslehre verschmolzen und schulformübergreifend in gemeinsamen Klassen unterrichtet. Schon früh findet dort projektorientierter Unterricht statt, zu damals hoch innovativen Themen, wie „Kommunalpolitik“, „Auto“, „Energiequellen“ und „Probleme der Dritten Welt“.

### Die Nordweststadtschule erhält den Namen Ernst-Reuter-Schule

Modell der Ernst-Reuter-Schule aus dem Jahre 1963

Am 30. September 1968 erhält die Schule den heutigen Namen Ernst-Reuter-Schule. Sie wird ausdrücklich als Modell- und Experimentalschule angesehen, die den neuen gesellschaftspolitischen Bedingungen dadurch gerecht werden soll, dass sie kritische Bürger einer neuen Gesellschaft erzieht. Als Modell- und Experimentalschule sollte sie zum Ausstrahlungspunkt für weitere Schulen im gesamten Bundesgebiet werden. Die Schülerzahlen waren zu diesem Zeitpunkt mit über 2600 Schülern weiter rapide angestiegen, so dass trotz des großen Gebäudekomplexes noch immer Platzmangel herrschte. Klassengrößen um 30 Schüler und mehr, waren daher seinerzeit Standard.
Mit dem Grundsatzbeschluss des Lehrerkollegiums führt die Schule ab 1. September eine integrierte Sekundarstufe (Klassen 7–10) ein, womit faktisch der Weg zur integrierten Gesamtschule vorgezeichnet ist. Wenig später kommt es zur Einrichtung von Förderstufen in den Klassen 5 und 6.

### Die Entstehung der Ernst-Reuter-Schule II

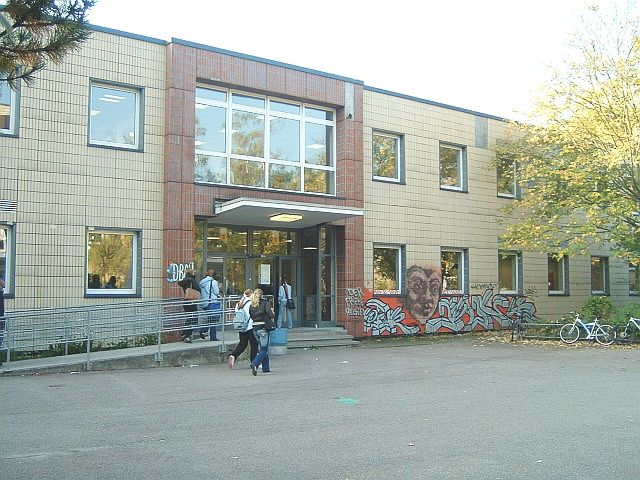
Eingang zum D-Bau

Bis 1972 ist die Zahl der Schüler an der Ernst-Reuter-Schule auf fast 3000, die Zahl der Lehrer auf fast 150 angewachsen. So entsteht die Idee, auf der neben der Schule befindlichen Bautrasse für die Ortsumgehungsstraße des Stadtteils Praunheim eine Behelfsschule in Fertigbauweise zu errichten, die eine Anzahl Schüler der so genannten geburtenstarken Jahrgänge mittelfristig beherbergen sollte. Die neue Schule wurde im September 1972 unter dem Namen Ernst-Reuter-Schule II eröffnet.
Ebenfalls im Jahre 1972 wurde den Ernst-Reuter-Schulen vom hessischen Kultusministerium das Recht gewährt, eine eigene Schulverfassung zu beschließen, die vorsah, dass das Direktorium künftig auf Zeit vom Lehrerkollegium gewählt wurde, anstelle des bisherigen Modells von Schulleitern auf Lebenszeit. Während dieses Modell der Kollegialen Schulleitung (KoSchu) an der Ernst-Reuter-Schule I in den 1980er-Jahren aufgrund innerer und äußerer Konflikte scheiterte und für öffentlichen Unmut sorgte, bestand die Kollegiale Schulleitung an der Ernst-Reuter-Schule II bis in die jüngste Vergangenheit.

### Konflikte um die Zukunft der Ernst-Reuter-Schulen
Aufgrund eines zunehmenden politischen Drucks, der ein Ende vieler von konservativer Seite als kritisch betrachteter Experimente an den Ernst-Reuter-Schulen forderte, und wegen des zunehmenden Rufs der Lehrer und Schüler der Ernst-Reuter-Schulen nach pädagogischem Freiraum kam es mehrmals zu heftigen Konflikten über deren Weiterbestehen.
Zunächst wurde die gescheiterte Kollegiale Schulleitung der Ernst-Reuter-Schule I ab 1982 durch eine vom Kultusministerium eingesetzte Schulleitung ersetzt. An die Schule abgeordnet wurde ein dreiköpfiges Leitungsteam bestehend aus Otfried Galm (Direktor), H. Siegle (stellv. Direktor) und Dr. Jürgen Pyschik (päd. Leiter).
Obwohl mit Galm und Pyschik zwei ausgewiesene Sozialdemokraten an die Schule abgeordnet wurden, die noch nicht einmal dem rechten Spektrum der Partei angehörten, wurde die neue Schulleitung über Jahre hinweg von Schülern und Lehrern als autoritärer Fremdkörper empfunden, der entsendet wurde, um die Schule gewaltsam zurechtzubiegen zu etwas, was von rechten Kräften als „normal“ empfunden wurde. Die SPD befürchtete aufgrund immer neuer Skandalmeldungen über die Ernst-Reuter-Schule (die nicht selten kampagnestrategisch motiviert, stark übertrieben oder sogar frei erfunden waren) Zustimmung im eigenen Lager zu verlieren. Insbesondere Galm wurde daher während seiner Amtszeit stets als Rechts-Konservativ betitelt und behandelt, da es politisch rechts von ihm nichts an der Schule gab. Er verstarb 1996 noch im Amt früh im Alter von 55 Jahren und hinterließ den Schülern der Ernst-Reuter-Schule I eine Stiftung, die Eigeninitiative und Gemeinsinn fördert.
Mitte der 80er-Jahre wurde beschlossen, aufgrund sinkender Schülerzahlen keine weiteren Schüler mehr an die Ernst-Reuter-Schule I aufzunehmen und diese stattdessen an die Ernst-Reuter-Schule II zu verweisen. Die Ernst-Reuter-Schule I sollte mit diesem Beschluss bis auf die zum Weiterverbleib bestimmte Oberstufe sukzessive auslaufen. Diese Diskussion fiel in die Zeit einer heftigen schulpolitischen Debatte in Hessen, aufgrund derer von Seiten der CDU mit massiven Tönen die „Abschaffung der Zwangsförderstufe“ und des „sozialistischen Gesellschaftslehreunterrichts“ gefordert wurde.
Einen vorläufigen Höhepunkt erreichten die Diskussionen, nachdem von der Stadt Frankfurt beschlossen wurde, den Raummangel Frankfurter beruflicher Schulen durch Einlagerung in aufgrund sinkender Schülerzahlen freiwerdende Räume der Ernst-Reuter-Schule I zu lösen. Die attraktive Immobilie auf dem Gelände der ERS I bot hierfür hervorragende Voraussetzungen. Da gleichzeitig nicht entschieden wurde, die Ernst-Reuter-Schule II aus ihrem nur als Provisorium gedachten und inzwischen baufällig gewordenen Fertigbau umziehen zu lassen, wurde die Befürchtung laut, dass das „Experiment Ernst-Reuter-Schule“ hiermit insgesamt beendet werden sollte.
Nach heftigen Protesten von Schülern, Eltern und Lehrern der Nordweststadt im Jahre 1986 kam es ab 1987 doch zum allmählichen Wiedereinzug von Teilen der Ernst-Reuter-Schule II in die Räume der Ernst-Reuter-Schule I und zum Stopp des weiteren Einzugs beruflicher Schulen.

### Pädagogischer Neuanfang der Ernst-Reuter-Schule II
Mit dem beginnenden Umzug wurde außerdem beschlossen, die Neuaufnahmekapazität der Ernst-Reuter-Schule II auf sechs Parallelklassen zu beschränken, um so eine sinnvolle pädagogische Arbeit zu ermöglichen. Durch die veränderte Raumsituation konnte nun auch die Ernst-Reuter-Schule II das nie gekannte „Prinzip der Überschaubarkeit“ gestalten. Schüler wurden nach Altersgruppen getrennt in verschiedenen Gebäudeteilen unterrichtet, die für sie zum persönlichen Bezugspunkt werden. Die Zahl der Fachlehrer pro Klasse wird auf eine überschaubare Größe vermindert. Das Lehrerzimmer für einen Jahrgang befindet sich in unmittelbarer Nähe der Unterrichtsräume.

### Integrative Schule
Ab 1989 wird das pädagogische Konzept der Integration um das Element integrativen Unterrichts (siehe auch Schulische Integration) erweitert, bei dem Schüler mit Behinderungen und nichtbehinderte Schüler in einer Schule gemeinsam unterrichtet werden. Hierfür werden die Räume der Schule bautechnisch entsprechend umgestaltet.
Das Konzept findet in den Stadtteilen (Niederursel, Praunheim, Heddernheim) großen Zuspruch und führt zur Einrichtung zweier neuer integrativer Kindergärten im Einzugsbereich der Schule.
Im Jahr 1995 wird schließlich von der Gesamtkonferenz der Schule eine verbindliche „Konzeption des Gemeinsamen Unterrichts“ beschlossen. Hierdurch werden die sechs parallelen Klassen in je drei gemischte Klassen und drei Regelklassen (d. h. ohne behinderte Schüler) geteilt, wobei jeweils eine gemischte und eine Regelklasse Partnerklassen bilden, die räumlich nebeneinander liegen und vom selben Lehrerteam unterrichtet werden, so dass eine optimale Betreuung jederzeit gewährleistet ist.
Für die Schüler mit Behinderungen wird in Zusammenarbeit mit Sonder- und Berufsschulen ein spezielles Konzept von berufsorientierenden Maßnahmen erstellt. Außerdem wird ihnen ermöglicht, über die Regelschulzeit von 10 Jahren hinaus an der Schule zu bleiben.

### Brand im alten Gebäude der ERS II
Im Jahre 1994 kommt es zu Brandstiftung in einem Werkstattraum der Ernst-Reuter-Schule II. Durch die Folgen des Brands treten die Baumängel des ursprünglich als Provisorium gedachten, aber weit länger als vorgesehen für die Jahrgangsstufen 9 und 10 genutzten Behelfsbaus drastisch zutage: Im Gebäude wurden wie zur damaligen Zeit üblich zur Brandsicherung Asbest und andere giftige Stoffe eingesetzt, die nun nach dem Brand über die Lüftung in den gesamten Trakt des Schulgebäudes transportiert worden waren und eine potentielle Gefährdung darstellten. Dies führte zur sofortigen Sperrung des alten Gebäudes und zur notdürftigen Unterbringung der Schüler in der ehemaligen ERS I.
Nach dem Rückzug der Klassen im Sommer 1995 werden jedoch im August 1995 noch immer erhöhte Asbestwerte in den Klassenräumen festgestellt, so dass die Klassen erneut in die ERS I umziehen müssen. 1996 ziehen die Schüler dann in zu Klassenräumen umgebaute Baucontainer auf dem Schulhof der ehemaligen ERS I.
Auf dem ehemaligen Gelände der ERS II am Praunheimer Weg wurde schließlich im Jahre 2002 die Europäische Schule errichtet. Dabei handelt es sich um eine Schule, die im Wesentlichen die Kinder von Bediensteten der Europäischen Zentralbank und anderer EU-Organisationen mehrsprachig betreut.

### Ausbau der Ernst-Reuter-Schule II
Seit 1999 nimmt die Ernst-Reuter-Schule II erstmals wieder acht Parallelklassen auf. Im Jahre 2000 werden die Lehrräume für Naturwissenschaften von Grund auf saniert und modernisiert. In den weiteren Jahren wurde die Schule komplett saniert.

### Abschaffung der KoSchu auch an der ERS II
Mit Erlass aus dem Jahre 2004 wurde von der Hessischen Landesregierung auch an der Ernst-Reuter-Schule II die kollegiale Schulleitung abgeschafft und ab August 2005 durch eine feste Schulleitung ersetzt. Damit kam es zu einer Fortsetzung der 1984 an der ERS I begonnenen Politik der „Normalisierung“ der ehemaligen Modellschule.

## Pädagogische Modellversuche an den Ernst-Reuter-Schulen

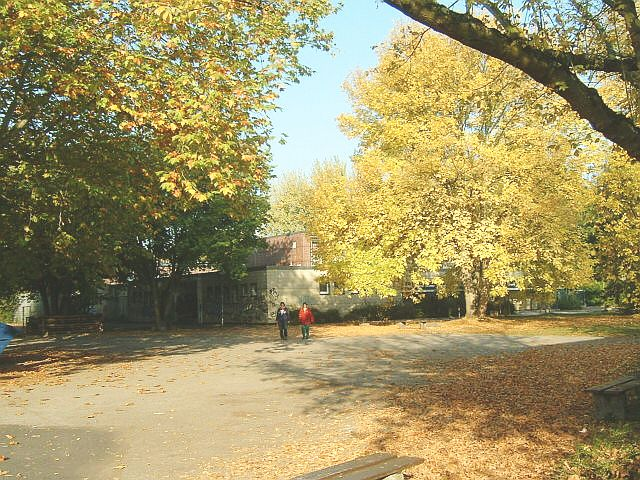
Einer der zahlreichen Schulhöfe (nähe Basketballfeld)

In den 1970er- und 1980er-Jahren finden an beiden Schulen unterschiedlichste pädagogische Modellversuche zum ersten Mal statt, die für den heutigen Schulalltag teilweise gang und gäbe geworden sind, damals aber hohes Aufsehen und teilweise massive Empörung erregten.

### Förderstufe und Kurssystem
Der Unterricht der Klassen 5 und 6 findet in Form einer Förderstufe statt, d. h., alle Schüler lernen gemeinsam, ohne Rücksicht darauf, ob sie von der Grundschule eine Empfehlung für Haupt-, Real- oder Gymnasialbildungsweg erhalten haben. Stattdessen werden die Schüler intensiv in ihrem Lernverhalten beobachtet und individuell gefördert, z. B. durch Ergänzugskurse und Individualbetreuung. Der Tatsache unterschiedlicher Lernstile und -geschwindigkeiten wird durch Binnendifferenzierung statt durch soziale Trennung Rechnung getragen.
Auch in den Klassen 7–10 bleibt der Klassenverband erhalten, wie er sich in der Förderstufe etabliert hat. Ausgehend von den Ergebnissen der Förderstufe werden die Schüler jedoch in wichtigen Kernfächern je nach Leistungsniveau in E- und G-Kurse (Erweiterungs- und Grundkurse) differenziert. Dies geschieht vor allem in Deutsch, Englisch, Mathematik und in den Naturwissenschaften. Dabei kann sich ein Schüler in jedem dieser Fächer in einem andern Niveau befinden, bzw. er kann am Ende jedes Schuljahres auf- oder absteigen. Am Ende der Klasse 9 entscheiden erzielte Noten und Kurszugehörigkeit, ob ein Übergang in die 10. Klasse (Ü10) möglich ist und damit die Option auf einen Realschulabschluss oder sogar der Übergang in die gymnasiale Oberstufe (Ü11) gegeben ist.
In den E- und G-Kursen begegnen die Schüler im Unterricht ihren Altersgenossen aus den Parallelklassen, während der ursprüngliche Klassenverband aus der Förderstufe in den Fächern Gesellschaftslehre und im Sportunterricht erhalten bleibt. Klassenlehrer ist daher grundsätzlich immer der Lehrer in Gesellschaftslehre.
Auch im Wahlpflichtbereich geraten die Schüler in neue Klassenkonstellationen: einerseits im Fremdsprach/Polytechnikbereich, in dem sie je nach Interesse ein fremdsprachliches oder ein technisches Fach wählen, andererseits im MTK-Bereich, in dem sie entweder einen Kurs aus dem Angebot in Musik, Kunst oder Werken wählen.
Auch in der gymnasialen Oberstufe setzt sich an der Ernst-Reuter-Schule das Prinzip des Klassenverbands fort. Zwar werden wie in anderen gymnasialen Oberstufen auch Leistungskurse gewählt, aber es werden immer Leistungskurspaare (wie Bio-Gm, Deutsch-Englisch, Mathe-Physik o. ä., je nach Wahlverhalten) zu einem Klassenverband zusammengefasst, der auch in den übrigen Fächern zusammen den Unterricht absolviert und gemeinsam auf Klassenfahrt fährt.
Gegen dieses Kurssystem und die lange soziale Vergemeinschaftung unterschiedlicher Lernniveaus und familiärer Herkunft hat die konservative Schulpolitik in Hessen immer wieder vehement gekämpft.

### Gesellschaftslehre
Das Fach Gesellschaftslehre (Gl) stellt eine Zusammenfassung der Lehrinhalte der klassischen Fächer Erdkunde, Sozialkunde und Geschichte dar, wobei die Herstellung von Querbezügen zwischen den Inhalten erwünscht sind und die Wochenstundenzahl entsprechend erhöht (bis zu fünf Stunden pro Woche) werden. Auch Inhalte aus verwandten Gebieten wie Rechts- und Wirtschaftswissenschaften fließen in die Lehrplangestaltung ein.
Da Gesellschaftslehre immer vom Klassenlehrer unterrichtet wird, finden in diesem Rahmen auch die Schülerlaufbahnberatung, die pädagogische Betreuung und die Erledigung organisatorischer Aufgaben statt.
In der Oberstufe änderte sich der Stellenwert des Faches, aber die Integration des Faches Geschichte blieb bis Mitte der 80er-Jahre erhalten. Solange Geschichte und Sozial/Politikwissenschaften in einem Fach gelehrt wurden, hieß das Fach in der Oberstufe Gemeinschaftskunde (Gk), Später, als Geschichte separat unterrichtet wurde, Gemeinschaftslehre (Gm).
Ein typischer Lehrplan für Gesellschaftslehre an der Ernst-Reuter-Schule aus dem Jahre 1971 findet sich im Wikipedia-Hauptartikel Gesellschaftslehre.
Die mit der Zentralisierung des Faches Gesellschaftslehre verbundene Politisierung und als Lernziel formulierte bewusste Reflexion der Schüler über ihren eigenen Lebensweg vor dem Hintergrund politischer Zusammenhänge war konservativen Bildungspolitikern immer ein Dorn im Auge und wurde insbesondere in Hessen vehement bekämpft und als „sozialistische Indoktrination“ diffamiert.

### Diagnosebögen statt Noten
Im Jahre 1970 wird der Versuch gestartet, die Schüler statt mit Noten von 1–6 durch Diagnosebögen zu bewerten. Dieses Experiment wird jedoch schon bald halbherzig eingestellt, da es im damaligen gesellschaftlichen Umfeld auf scharfen Widerstand stieß. Statt Diagnosebögen oder klassischer Noten erfolgt nun die experimentelle Bewertung nach Punkten von 0 (6-) bis 15 (1+).

### Praxismodelle (PraMods)
In Zusammenarbeit mit der Wilhelm-Leuschner-Schule in Wiesbaden und der Integrierten Gesamtschule Buseckertal werden für den Deutschunterricht die sog. PraMods (Praxismodelle) für den Deutschunterricht, später auch für das Fach Gesellschaftslehre entwickelt, die in der Reihe Material Gesamtschule erscheinen.
Für das Fach Mathematik wird der Versuch unternommen, bereits in den Klassen 5 und 6, die Schüler statt in Klassen in leistungsdifferenzierten Kursen zu unterrichten.

### Wahlmöglichkeit zwischen Polytechnik und Fremdsprachen
Um die Integration von Haupt-, Real- und Gymnasialschülern in einer Klasse zu erreichen, wurde die Möglichkeit geschaffen, zwischen einem Angebot an Fremdsprachen und praktischen Fächern zu wählen. In den Jahrgangsstufen 7 und 9 gab es somit für jeden Schüler die Möglichkeit je ein weiteres Fach hinzuzuwählen. In den Fremdsprachen gab es die Wahlmöglichkeiten Französisch, Latein, Griechisch, Spanisch, Russisch und Italienisch (das volle Angebot jedoch teilweise erst ab Klasse 9). In Polytechnik die Auswahl zwischen Holzwerkstatt, Metallwerkstatt, Lederwerkstatt, Chemotechnik und Kochen. Eine weitere Möglichkeit zur zusätzlichen Sprachenwahl gab es für die Schüler, die ab Klasse 11 die Oberstufe besuchten, so dass auch Schüler, die in der Sekundarstufe I zweimal Polytechnik gewählt hatten, die für das Abitur erforderliche zweite Fremdsprache erlernen konnten. Um das Polytechnikangebot zu ermöglichen, wurden in den Gebäuden der Schule spezielle hochwertige Werkstatträume eingerichtet.
Neben dem Polytechnikunterricht bestand parallel das für alle Schüler verbindliche Wahlpflichtangebot in MTK (Musisch-Technischer Kurs), das die Fächer Werken, Kunst und Musik abdeckte.

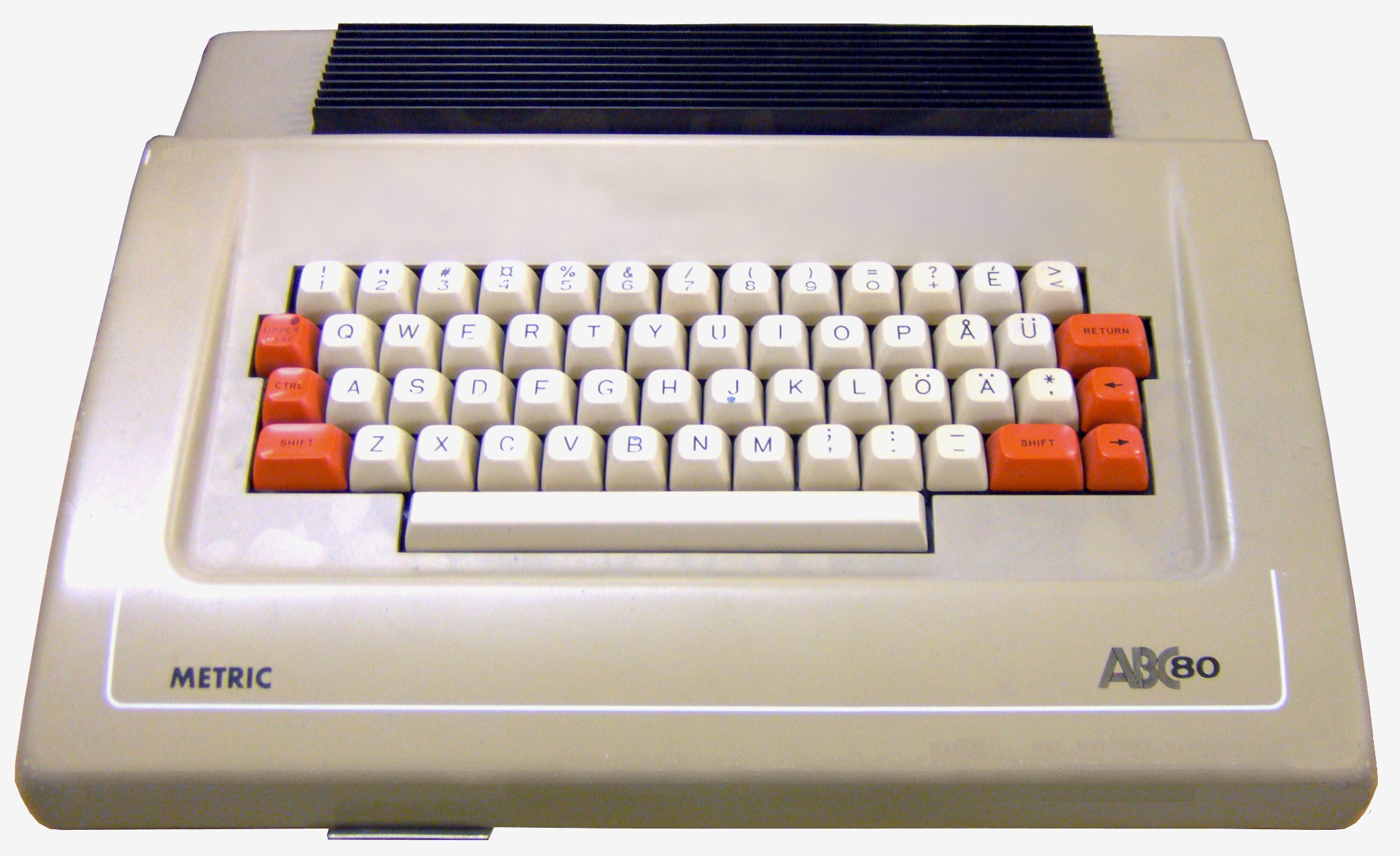
Luxor ABC 80. Erster Schulcomputer der ERS

Ab Mitte der neunziger Jahre wird im Rahmen des Polytechnikunterrichts auch Informatik angeboten. Davor gab es ein wechselndes Angebot in diesem Fach beginnend mit der Computer AG Mitte der 1980er-Jahre, damals ausgestattet mit einem einzigen Luxor ABC80-Rechner. (Hervorgegangen aus dieser ersten AG sind auch die Gründer der TOM Productions Christian Männchen und Andreas Tofahrn.) Hauptinitiatoren der Computer AGs sind an der Ernst-Reuter-Schule I die Brüder Jürgen und Peter Poloczek, an der Ernst-Reuter-Schule II Matthias Kraus. Seit 1997 sind die beiden Schulen (erst in Eigenregie BNC-Verkabelung und später im Rahmen der Sanierung durch die Stadt Frankfurt) komplett vernetzt und verfügen über die Internetdomain: ers1.de und ersii.de.
Seit dem Juni 2016 wurde das, über 21 Jahre alte Computernetz an der Ernst-Reuter-Schule II, durch das pädagogische (zentralisierte und restriktive) Netz der Stadt Frankfurt übernommen. An der ERS 1 existiert noch das Freie Netz.
„Schüler gestalten ihre Schule“
1974 startet ein Projekt „Schüler gestalten ihre Schule“, bei dem es darum geht die Wandflächen der Schule durch die Schüler selbst gestalten zu lassen, um so ein größeres Identifikationsgefühl mit der Schule herzustellen.

### Hierarchiefreier Umgang zwischen Schülern und Lehrern
Schüler der Jahrgangsstufen 7–13 waren in den 1970er- und 1980er-Jahren mit ihren Lehrern häufig per Du und pflegten ein eher freundschaftliches als hierarchisches Umgangsverhalten miteinander. Man wusste viel übereinander, auch aus dem Bereich des Privatlebens. Es war üblich, dass Schüler und Lehrer sich auch im Privatleben begegneten. Das umfangreiche Zeitungsarchiv in der Privatwohnung von Heimo Eiermann im Frankfurter Nordend (Wolfgangstraße) war genauso ein Besuchsziel wie diverse Ateliers von als Künstler aktiven Lehrern oder die zum Wochenenddomizil ausgebauten ehemaligen Bauernhäuser im Umland, die nicht selten von einer Lehrer-WG bewohnt wurden. Auch diverse Beziehungskrisen und ungewöhnliche Konstellationen infolge des WG/Kommune-Lebens befanden sich im Wahrnehmungsbereich der Schüler.
Im Rahmen des hierarchiefreien Umgangs existierte ein großes Spektrum an pädagogischen Ansätzen von Antiautoritärer Erziehung bis zu Ansätzen, die eher Vorstellungen modernen kollegialen Managements oder Maßnahmen zur Entwicklung von Teamfähigkeit und betrieblicher Demokratie ähnelten.
Aufgrund der Zwänge des Schulalltags (Disziplinierung, Notengebung) wurde dieses lockere Verhältnis oft auf harte Proben gestellt. Oft wurden Noten nicht einfach durch den Lehrer vergeben, sondern sie wurden im Klassenplenum diskutiert und daraufhin überprüft, ob es Gerechtigkeitslücken, Wahrnehmungsverzerrungen oder pädagogische Unstimmigkeiten gab. Hier musste ein seriöses und diszipliniertes Diskussionsverfahren gefunden werden, damit keine „Noteninflation“ entstand, die entweder dem Ruf des Kurses oder sogar der Schule geschadet hätten.
Das mögliche Scheitern solcher partizipativer Ansätze gehörte zum Versuch dazu. Dessen waren sich alle Beteiligten bewusst, und ein Projekt wurde vom Lehrer abgebrochen, wenn es zu misslingen drohte, bzw. die Schüler sich zu große Freiheiten herausnahmen, die den pädagogischen Zweck des Unterfangens gefährdeten.

### Sexualkundeunterricht
Zu heftiger moralischer Empörung führte der in den 1970er-Jahren in der Schule eingeführte Sexualkundeunterricht, der in der damaligen Öffentlichkeit wüste Phantasien über die real existierenden Zustände an dieser Schule beflügelte. Forciert wurde diese Phantasie durch die Tatsache, dass sehr viele Lehrbeauftragte und Bedienstete der ERS dem seinerzeit stringent angewendeten „Radikalenerlass“ gerade so entkommen waren und in Kenntnis dessen versuchten, an der ERS ein relativ hierarchiefreies Verhältnis zwischen Schülern und Lehrern aufzubauen. Junge Lehrer und Schüler, die sich undistanziert duzten und unbefangen über Sexualität sprachen, so wurde befürchtet, würden sich auch früher oder später intim näherkommen.
Als eine Oberstufen-Lehrerin schließlich von einem ihrer Schüler der 13. Klasse schwanger wurde, schien sich die Befürchtung über den drohenden Sittenverfall sogar zu bestätigen. Ein Disziplinarverfahren wurde jedoch eingestellt, nachdem die beiden wenige Wochen später, nachdem der Schüler sein Abitur abgelegt hatte, heirateten.

### Fahrrad-AG
Der stadtbekannte alternative Projektkünstler Lui Tratter leitete im Rahmen des Faches Polytechnik in den 1970er- und 1980er-Jahren gemeinsam mit Uli Pfotenhauer die sogenannte Fahrrad-AG, wo von den Schülern aus alten Fahrradteilen neue, teilweise verrückte Fahrradkonstruktionen und Installationsobjekte zusammengeschweißt wurden. Insbesondere Liegräder wurden in der Fahrrad-AG in Serie hergestellt und in Frankfurt popularisiert. Damals konnte man Liegeräder ausschließlich in der Fahrradwerkstatt der Ernst-Reuter-Schule erwerben.
Eine Disziplinarmaßnahme gegen Tratter und die damit verbundene Versetzung führt zu einem mit aufsehenerregendem Schulstreik verbundenen Protest der Schüler. Tratter und sein Kollege Pfotenhauer hatten einen Schüler, der wegen Brandstiftung im Chemielabor einen Schulverweis erhalten hatte, auf eigene Kosten im privaten Auto und in ihrer Freizeit die Teilnahme an der Schul-Skifreizeit ermöglicht, weil sie den Ausschluss der Teilnahme an diesem Höhepunkt der Schullaufbahn eines Ernst-Reuter-Schülers als pädagogisch kontraproduktiv ansahen. Diese Aktion führte zu einer tiefen Krise der KoSchu an der Ernst-Reuter-Schule I und war wesentlicher Bestandteil eines sich wiederholenden Kompetenzkonflikts mit dem Hessischen Kultusministerium.
Während seiner Zeit als Lehrer an der Ernst-Reuter-Schule war Tratter außerdem Gründungsmitglied des Sponti-Kollektivs Arbeiterselbsthilfe (ASH) in Heddernheim, Bonames und schließlich in der Krebsmühle bei Oberursel, in dem in deren Anfangszeit Sozialarbeit mit schwierigen Jugendlichen praktiziert wurde und später selbstgebaute Fahrräder und restaurierte Antiquitäten verkauft wurden.

### Auto-AG
Ab 1975 entstand die sogenannte Auto-AG, in der Schüler sich auf den Fahrschulunterricht vorbereiten konnten. Es wurden Theorie- sowie Praxisübungen durchgeführt. Die deutlich überwiegenden Praxisübungen fanden mit einem alten schwarzem Opel Record auf dem sehr verwinkelten Schulgelände statt. Vorteil, alle Teilnehmer konnten, wenn sie anschließend in die Fahrschule gingen, Parken, Schalten und waren mit der Handhabung eines Fahrzeuges in langsamen und extrem diffizilen Situationen vertraut. Dadurch konnten sie sich voll auf den Verkehr konzentrieren und haben entsprechend weniger Fahr- und Theoriestunden benötigt. Mittels Sondererlaß und erfolgreicher Prüfung in der Auto AG, war es möglich die Führerscheine ab Klasse 1 und/oder 3, bereits mit dem Alter 17½ ohne Beschränkung zu erlangen.

### Ballett und Theater
Ab Mitte der 1970er-Jahre gibt es ein von der Musiklehrerin Cornelia Hasper geleitetes Angebot an schulinternem Ballettunterricht, der mit jährlichen Inszenierungen von selbstchoreographierten Aufführungen für großes Aufsehen sorgt. Später war Cornelia Hasper Lehrbeauftragte für rhythmische Erziehung an der Hochschule für Musik und Darstellende Kunst Frankfurt am Main, bevor sie erneut studierte und eine Praxis als Psychoanalytikerin eröffnete.
Nach dem Ausscheiden von Cornelia Hasper treten regelmäßige Theaterinszenierungen in der Theater AG von Hans-Jürgen Demetz an diese Stelle. Ein vielbeachteter Erfolg war die Aufführung der Antigone von Sophokles im Jahre 1986. Im Jahre 1991 zog das Schultheater-Studio Frankfurt in die Ernst-Reuter-Schule.

### Skifreizeit
Alle Schulklassen der 7. Jahrgangsstufe fahren einmal während ihrer Schulzeit gemeinsam in eine Skifreizeit. Das dazu benötigte Sportmaterial wird den Schülern von der Schule leihweise zur Verfügung gestellt und während des Jahres von einer Arbeitsgruppe im sog. Skikeller gepflegt. Das Inventar des Skikellers besteht im Wesentlichen aus von Eltern gespendeten und von Schülern der Ski-AG restaurierten gebrauchten Skiern und wird ergänzt durch Einnahmen, die während des jährlich veranstalteten Skibasars erzielt werden, auf dem in einer Flohmarktaktion Dinge verkauft wurden und Glühwein an die Eltern ausgeschenkt wurde. Initiatoren des Skikellers und der Skifreizeit waren Lui Tratter, Kristina Pomerenke und Ernst Siering. In den 1980er-Jahren wurde regelmäßig nach Neukirchen am Großvenediger im Bundesland Salzburg an den Wildkogel gefahren.

### Schulsozialarbeit

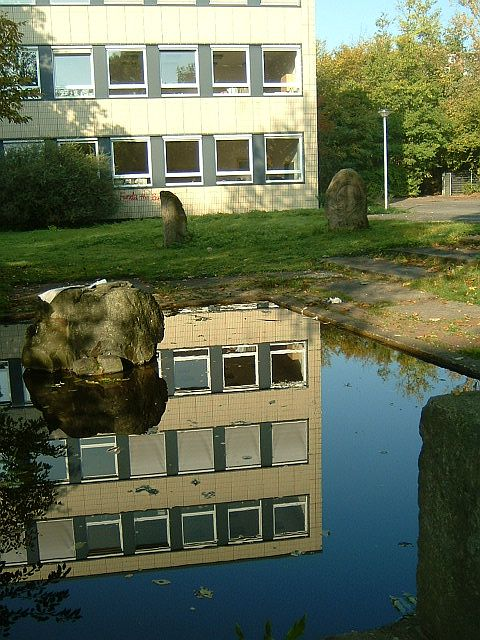
Idyllische Plätze zum zeitweiligen Rückzug vom Schulalltag sind reichlich vorhanden

Ab 1976 gibt es das unter Trägerschaft der Arbeiterwohlfahrt stehende Projekt Sozialarbeit in der Schule (SiS) im Rahmen dessen neben dem üblichen Lehrpersonal auch Sozialarbeiter und Sozialpädagogen an die Schule kamen. Leiter der Institution war der Sozialarbeiter Jürgen Spiegelberg. Unterstützt und finanziert wurde die Einrichtung außerdem vom Jugendamt der Stadt Frankfurt und vom Fachbereich Pädagogik der Universität Frankfurt, sowie weiteren öffentlichen Einrichtungen.
Die SiS wurde zunächst aus rein praktischen Gründen ins Leben gerufen, um konkrete pädagogische Probleme (Aggressives Verhalten, Vandalismus, Schulschwänzen, Verweigerungshaltung) zu bewältigen. Später gehörte zur Aufgabe der Schulsozialarbeit auch die Entwicklung von Konzepten des sozialen Lernens, der Integration verschiedener sozialer Schichten, sowie der Förderung von Chancengleichheit. Neben dem Angebot der Pausentreffs bietet die SiS verschiedene Freizeitgruppen an (Flugzeugbau, Zaubern, Jonglieren, Sport) und sie organisiert in den Sommer- und Winterferien Schülerfreizeiten. Zusätzlich bietet sie für die Schüler der Abgangsklassen Berufsberatung an.
Außerdem wurde ein schulpsychologischer Dienst eingerichtet und zwei Diplom-Psychologen eingestellt. Deren Büro befand sich im obersten Stockwerk des Verwaltungsgebäudes.
In jedem Gebäudeteil der Schule wurde für die Schuler ein sog. Pausentreff geschaffen. Dabei handelte es sich um eine gemütlich ausgestattete Räumlichkeit in der Art eines Jugendzentrums – meist mit Spieletischen, Getränkeausschank und Kuschelmatratze (im Schülerjargon Knutschecke), wo sich die Schüler während der Pausen und in Freistunden aufhalten konnten und von Sozialarbeitern beaufsichtigt und betreut wurden. Neben den Knutschecken waren Brettspiele das in den großen Pausen und in Freistunden meistgenutzte Freizeitangebot. Es gab insgesamt drei jahrgangsspezifische Pausentreffs (je einen für die Jahrgangsstufen 5+6, 7+8 und 9+10), sowie eine zentrale größere Anlaufstelle für die Schüler der Oberstufe im Obergeschoss der „Kantine“.

### Schulkantine

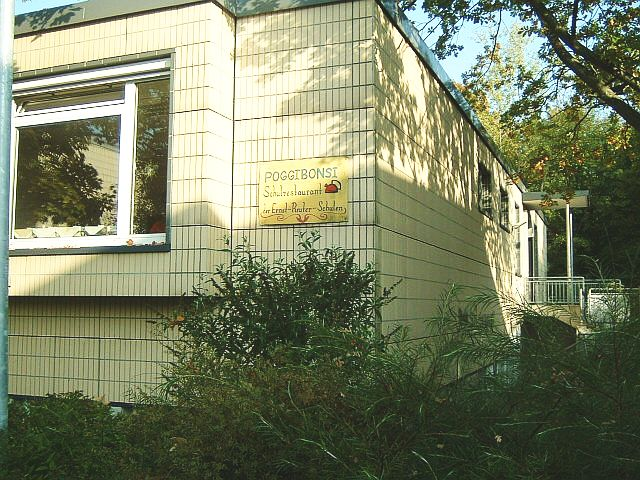
Das Schülerrestaurant Poggibonsi

Im parkähnlich gestalteten Außenbereich des Schulhofs wird eine Schulkantine eröffnet, die Pausensnacks und zunächst nur frittierte Imbissmahlzeiten verkauft (Pommes, Brat- und Rindswürste, Kartoffelpfannekuchen). Später wird das Angebot zu einem regelmäßigen Mittagsmenü ausgeweitet. Im Schülerjargon hieß dieser – offiziell als Tagesheim bezeichnete – in den 1970er- und 1980er-Jahren noch leicht verruchte und in den Pausen hoffnungslos überfüllte Treffpunkt einfach „Die Kantine“ oder „Die Kante“. Im oberen Stockwerk war ein großer Pausentreff eingerichtet, der von der SiS (Sozialarbeit in der Schule) betreut wurde.
Die Kantine war stets die kommunikative „Zentrale“ des Schülerlebens und für ungeliebte Lehrer weitgehend tabu. Dinge, die nicht für Lehrerohren bestimmt waren, wurden hier ausgetauscht. Durch ihre Lage am Rand des Schulgeländes gewann sie gleichsam den Charakter einer Art Burg, die den Schülern alleine gehörte, vergleichbar mit dem Kommunikationszentrum (KOZ) im Studentenhaus der Frankfurter Uni.
Die Wände und Tische waren mit Kleingraffiti durch Kugelschreiber und Edding-Stifte nahezu lückenlos gefüllt. Insbesondere in die Tische wurden Tausende von Kurzbotschaften und Kleingemälde mit spitzem Kugelschreiber oder Messern eingeritzt, solange bis kein freier Platz mehr vorhanden war. An der Decke hingen oft Massen von hochgeworfenen Teebeuteln, nachdem die Schüler bemerkt hatten, dass diese dort hängenblieben und antrockneten und sich so allmählich zu einem tropfsteinhöhlenartigen Kunstwerk verdichteten. Im oberen Stockwerk wurde Tischfußball, Billard und Backgammon gespielt.
Im gesamten Bereich der Kantine wurde selbstverständlich genauso wie in den Pausenhallen des Oberstufengebäudes von Schülern über 16 Jahren geraucht. Es gab keinerlei gesetzliche Grundlage oder Ordnung bzw. öffentliches Bewusstsein, die daran Anstoß nahm. Im oberen Bereich der Kantine soll sogar Marihuana konsumiert worden sein.
Im Keller des Gebäudes hatte die Lehrer-Jazzband ihren Übungsraum.
Heute trägt die Kantine den Namen Schulrestaurant Poggibonsi und hat eher den Charakter eines regulären Mensabetriebs im Kleinformat. Im oberen Stockwerk befindet sich der Musiksaal der Schule.

### Internationaler Schüler- und Lehreraustausch
Zwischen 1979 und 1987 findet zwischen der Ernst-Reuter-Schule II und einer Schule in York (England) ein regelmäßiger Schüler- und Lehreraustausch statt. Im Fach Englisch wird ein Modellversuch unter dem Namen „Learn and Do“ gestartet.
Von 2002 bis 2007 fand ein Schüleraustausch mit Flagstaff, Arizona statt.
Die ERS II ist Mitglied des German-American Partnership Program (GAPP) einer Zusammenarbeit des Pädagogischen Austauschdienstes der Kultusministerkonferenz mit dem Goethe-Institut New York.
20–26 Schülerinnen und Schüler sind bisher im Frühjahr nach Flagstaff gefahren, um dort für 4 Wochen die High School zu besuchen. Nach den 4 Wochen ging es auf eine 5-tägige Rundreise zum Grand Canyon, Lake Powell, nach Phoenix und Las Vegas. Im Sommer kamen die amerikanischen Jugendlichen nach Frankfurt.
Aktuell hat sich das Austauschkonzept mit den USA verändert. Im März 2008 fahren die Ernst-Reuter-Schüler das erste Mal nach Prescott, nicht weit von Flagstaff entfernt. Allerdings mit einem thematischen Schwerpunkt „human impact on biodiversity“- Dabei werden in beiden Ländern Schulgelände, Umgebungen außerhalb der Schule genau untersucht. Daraus werden sich weitere interessante biologische Fragestellungen ergeben. In einem Wahlpflichtkurs werden diese Themen in englischer Sprache behandelt, das erste bilinguale Projekt an der ERS II.
Aktuell besteht an der Ernst-Reuter-Schule -II ein Schüleraustausch mit Frankreich.

### Projektwochen
Ab Mitte der 1980er-Jahre findet das Konzept der Projektwoche Einzug in das Unterrichtsgeschehen. Dabei wird das gesamte Unterrichtsgeschehen thematisch in allen Fächern auf ein überdachendes Großthema beschränkt. Den Abschluss der Projektwoche bildet eine öffentliche Ausstellung, in der die Arbeitsergebnisse vorgestellt werden. Zusätzlich zu den offiziellen Projektwochen, die das Lehrerkollegium beschloss und ausrichtete, erhielt die Schülervertretung das Recht, einmal pro Schuljahr eine eigene Projektwoche zu einem selbstgewählten Thema durchzuführen und dabei die Ressourcen der Schule zu nutzen.

### Schul-Sanitäts-Dienst (SSD)
Der Schul-Sanitäts-Dienst der Ernst-Reuter-Schule wird von 14 Schülern gebildet, von denen 8 eine vollständige Erste-Hilfe-Ausbildung absolviert haben. Mit 14 Schülern ist der SSD vollbesetzt. Neue Schüler rücken erst nach, wenn ein SSD-Mitglied ausscheidet oder die Schule verlässt.

### Der Eine-Welt-Laden
Der Eine-Welt-Laden wurde in den 2000ern von der Lehrerin E. Bentrup gegründet.
Das Projekt unterstützt eine Schule in El Salvador, indem fair gehandelte Waren verkauft und der Erlös nach El Salvador gespendet wird. Mit den Spenden wird eine Schule unterstützt. Außerdem wird Pater Shay Cullen mit seinem Projekt auf den Philippinen unterstützt.

## Lehrerkollegium und Image
Das Kollegium der Ernst-Reuter-Schule setzte sich insbesondere in den 1970er- und 1980er-Jahren aus sehr jungen Hochschulabsolventen zusammen, die sich zudem dadurch auszeichneten, dass sie hochqualifiziert waren und ein eigenes innovatives Pädagogikkonzept entwickelt hatten, das sie an der Ernst-Reuter-Schule in die Praxis umsetzen wollten, die speziell hierfür besondere Freiräume bot. Es war häufig die Rede von einer regelrechten pädagogischen Subkultur, die an der Schule gepflegt und gehegt wurde.
Die Zusammensetzung des Lehrerkollegiums aus vielen besonderen und auf besondere Weise selbstbewussten Charakteren war für die Schule gleichzeitig Segen und Fluch. Einerseits führte die Tatsache, dass die Schulleitung vom Kollegium demokratisch aus ihrer Mitte gewählt wurde, dazu, dass ein Schulleiter der Ernst-Reuter-Schule als Bester der Besten angesehen wurde. Meist bekam dieser nach seiner Wahl eine lukrative Position an anderer Stelle angeboten, was zu häufigen Neuwahlen und einer damit verbundenen Destabilisierung des KoSchu-Systems führte.
Andererseits erregte die Tatsache der Anwesenheit innovativer und kreativer Köpfe (meist aus der Frankfurter linken Sponti-Szene) den Anstoß in konservativen Kreisen der Stadt, die regelmäßig auch kleinste Vorfälle an der Schule in der Presse und dem öffentlichen Diskurs der Stadt skandalisierten, um eine systematische und massive Kampagne gegen das Image der Ernst-Reuter-Schule zu führen. Die als Elite-Schule (nur eben nach links-alternativem Verständnis) konzipierte Außergewöhnlichkeit wurde so im öffentlichen Bewusstsein erfolgreich in ihr Gegenteil umgemünzt: die Ernst-Reuter-Schule sei eine Schule, an der Versager in anderen Schulen einen billigen und niveaulosen Abschluss quasi „geschenkt“ bekamen.
Im Rahmen der „Normalisierung“ der Ernst-Reuter-Schulen in den 90er-Jahren wurde das überwiegend linke Lehrerkollegium systematisch zerschlagen und auf unterschiedliche Schulen verteilt.
Häufig wurden in das Lehrerkollegium auch Künstler und sonstige Spezialisten aus allen möglichen Bereichen aufgenommen:

### Lehrerkollegium der 80er-Jahre (Auswahl)
- Lui Tratter, Projektkünstler, Sozialarbeiter, Skilehrer und Fahrradbauer. Unterrichtete Polytechnik.
- Thomas Zach, Künstler aus Praunheim, bekannt für die Gestaltung zahlreicher Kirchen in der Gegend. Unterrichtete MTK, Kunst und Kath. Religion
- Cornelia Hasper Tanzpädagogin mit Schwerpunkt Ballett. Unterrichtete Musik.
- Peter Poloczeck Mathematiklehrer und Vorreiter für das Schulfach Informatik in Hessen. Unterrichtete Mathematik und Physik, später auch Informatik.
- Heimo Eiermann, anarchistischer Künstler und Polit-Intellektueller aus dem Frankfurter Nordend. Unterrichtete Deutsch, Gesellschaftslehre und MTK.
- Hans-Jürgen Demetz Spanischlehrer und Theaterpädagoge. Unterrichtete Deutsch und Spanisch.

## Bekannte Schüler
- Chima, Popsänger
- Peter Feldmann (* 1958/Abitur 1979): ehemaliger Oberbürgermeister von Frankfurt am Main
- Thomas Wolff (Abitur 1989): Autor und Verleger
- Ulla Meinecke (Abitur 1972): Chansonniere
- Ernst Stötzner: Schauspieler